# Holoogberg
Der Holoogberg ist ein frei stehendes Massiv im Süden Namibias. Das Massiv hat eine Fläche von zirka zehn Quadratkilometern und ist 1224 m hoch. An seinem nordöstlichen Rand verlaufen die Hauptstraße C12 und die Bahnstrecke Windhoek–Nakop nach Südafrika. An der Bahnstrecke liegt der Haltepunkt Holoog. Der Holoogberg grenzt an den Gondwana-Canyon-Naturpark.
Zwölf Kilometer westlich des Holoogberges befindet sich das „Gondwana Roadhouse“. Der Fischfluss-Canyon befindet sich 33 km westlich des Holoogbergs.